# Neriene emphana
Neriene emphana es una especie de araña araneomorfa del género Neriene, familia Linyphiidae. Fue descrita científicamente por Walckenaer en 1841.
Habita en Europa, Cáucaso, Rusia (Europa al Lejano Oriente), Kazajistán, Irán, Asia Central, China, Corea y Japón.